# Karatu
Karatu kerület egyike a hat kerületnek Tanzánia Arusha nevű régiójában. Északon Ngorongoro, nyugaton Shinyanga régió, keletre a Monduli kerület, valamint délre a Manyara régió határolja.
A 2002-es tanzániai népszámlálásnál Karatu kerületnek 178 434 lakosa volt.

## Közigazgatás

### Választókerület
A parlamenti választások az Arusha régió választókerületben zajlanak. A 2010. évi választások során Arumeru kerülettel tartozott egy választókerületbe.